# Heidesee
Heidesee là một đô thị thuộc huyện Dahme-Spreewald in Brandenburg, which is located in the eastern part of Đức. Đô thị Heidesee có diện tích 134,78 km², dân số thời điểm 31 tháng 12 năm 2006 là 7078 người.
Đô thị này có 11 làng:
- Bindow
- Blossin
- Dannenreich
- Dolgenbrodt
- Friedersdorf
- Gräbendorf
- Gussow
- Kolberg
- Prieros
- Streganz
- Wolzig